# 福井県営体育館
福井県営体育館（ふくいけんえいたいいくかん、英語: Fukui Prefectural Gymnasium）は、福井県福井市の福井運動公園内にある屋内スポーツ施設である。
ネーミングライツ導入が行われ、『セーレン・ドリームアリーナ』（英語: Seiren Dream Arena）の名称を使用している(後述)。

## 概要
第23回国民体育大会10周年記念事業として1978年（昭和53年）10月に初代の建物が完成。
2012年、2018年に福井県で開催される第73回国民体育大会へ向けて建替工事に入る方針が明らかにされた。実際の工事は平成26年度（2014年）から28年度（2017年3月まで）の間に実施され、2014年5月6日をもって従来の体育館は使用停止となった。
2017年（平成29年）4月8日に2代目の建物が開館した。

### 施設命名権
| 命名権による呼称           | 契約企業 | 契約料（万円） | 契約期間                    |
| -------------------------- | -------- | -------------- | --------------------------- |
| セーレン・ドリームアリーナ | セーレン | 660            | 2024年5月10日-2029年3月31日 |

福井県では「新たな自主財源の確保」などを目的として、2024年3月から当県営体育館と県営球場について施設命名権者を募集したところ2社から応募があり、選定の結果福井市に本社を置く総合繊維メーカー・セーレンとの契約が決まった。これにより、当県営体育館は『セーレン・ドリームアリーナ』（略称：セーレンアリーナ）、県営球場は『セーレン・ドリームスタジアム』（略称：セーレンスタジアム）の愛称が付与された。この愛称には「『夢』をもてば必ず『実現』するという熱い思いを共有できる場所」という願いが込められている。契約期間は5月10日から2029年3月31日まで、命名権料は年額660万円と発表されている。なお、福井県の県有施設に命名権が導入されるのはこれが初となる。

## 施設

### 2代目
- メインアリーナ
  - 3,006m2[1]
  - バスケットボール3面[1]、バドミントン18面[1]
  - 3,975席[1]
- サブアリーナ
  - 1,086m2[1]

### 初代
- 本館（第1競技場）
  - 1,656m2[1]
  - 床46m×36m[要出典]
  - バスケットボール2面、バレーボール3面、テニス2面、ハンドボール1面、バドミントン10面、卓球16台[要出典]
  - 固定スタンド1,864席、ロールバックスタンド492席[要出典]
- 別館（第2競技場）
  - 672m2[1]
  - 床32m×21m[要出典]
  - バスケットボール1面、バレーボール2面、バドミントン4面、卓球4台、体操[要出典]

## 主な大会・イベント
- バスケットボールのJBL及びWリーグ、バレーボールのVリーグ、ハンドボールのJHLの会場として使用される。B2リーグ・福井ブローウィンズのホームアリーナ。
- 2002年に開かれた第13回全国高等学校ボクシング選抜大会の会場にもなった。
- 2012年に開かれた第9回東アジアハンドボールクラブ選手権の会場にもなった。
- 2012北信越かがやき総体ではバドミントン会場となった。
- 令和3年度全国高等学校総合体育大会では総合開会式会場。

## 交通アクセス
- 京福バス 70・71系統（運動公園線）「運動公園一丁目」下車[2]。
- 他、福井運動公園#交通アクセスを参照。

## 公園内のその他の施設
- 福井運動公園陸上競技場（9.98スタジアム）
- 福井県営球場（セーレン・ドリームスタジアム）

#### 広報資料・プレスリリースなど一次資料
1. ↑  『福井しあわせ元気国体　競技施設整備計画【第一次】（平成26年2月更新）』（PDF）（プレスリリース）福井県（PDF文書）。オリジナルの2015年10月2日時点におけるアーカイブ。